# György Sándor (piłkarz)
György Sándor (ur. 20 marca 1984 w Użhorodzie) – węgierski piłkarz, grający na pozycji pomocnika.

## Kariera klubowa
Sandor profesjonalną karierę rozpoczął w Újpest FC. W kolejnych latach grał w Győri ETO FC, ponownie w Újpest FC, angielskim Plymouth Argyle, kolejny raz w Újpest FC, bułgarskim Liteksie Łowecz i po raz czwarty w Újpest FC. W 2010 roku przeniósł się do Videoton FC, w którym spędził trzy lata. W 2013 roku trafił na kilka miesięcy do Arabii Saudyjskiej, konkretnie do Ittihad FC, od początku sezonu 2013/14 ponownie jednak gra w Videoton FC.

## Kariera reprezentacyjna
W reprezentacji Węgier zadebiutował 15 listopada 2006 roku w towarzyskim meczu przeciwko Kanadzie. Na boisku przebywał do 71 minuty meczu.
| Mecze i gole w reprezentacji | Mecze i gole w reprezentacji | Mecze i gole w reprezentacji | Mecze i gole w reprezentacji | Mecze i gole w reprezentacji | Mecze i gole w reprezentacji | Mecze i gole w reprezentacji |
| #                            | Data                         | Stadion                      | Rywal                        | Wynik                        | Gol                          | Rozgrywki                    |
| 2006                         | 2006                         | 2006                         | 2006                         | 2006                         | 2006                         | 2006                         |
| ---------------------------- | ---------------------------- | ---------------------------- | ---------------------------- | ---------------------------- | ---------------------------- | ---------------------------- |
| 1.                           | 15.11.2006                   | Székesfehérvár, Węgry        | Kanada                       | 1:0                          | 0                            | towarzyski                   |
| 2007                         |                              |                              |                              |                              |                              |                              |
| 2.                           | 06.02.2007                   | Limassol, Cypr               | Cypr                         | 1:2                          | 0                            | towarzyski                   |
| 3.                           | 07.02.2007                   | Limassol, Cypr               | Łotwa                        | 2:0                          | 0                            | towarzyski                   |
| 2009                         |                              |                              |                              |                              |                              |                              |
| 4.                           | 14.11.2009                   | Gandawa, Belgia              | Belgia                       | 0:3                          | 0                            | towarzyski                   |
| 2011                         |                              |                              |                              |                              |                              |                              |
| 5.                           | 02.09.2011                   | Budapeszt, Węgry             | Szwecja                      | 2:1                          | 0                            | El. ME 2012                  |
| 6.                           | 06.09.2011                   | Kiszyniów, Mołdawia          | Mołdawia                     | 2:0                          | 0                            | El. ME 2012                  |
| 7.                           | 11.10.2011                   | Budapeszt, Węgry             | Finlandia                    | 0:0                          | 0                            | El. ME 2012                  |
| 8.                           | 15.11.2011                   | Poznań, Polska               | Polska                       | 1:2                          | 0                            | towarzyski                   |
| 2014                         |                              |                              |                              |                              |                              |                              |
| 9.                           | 05.03.2014                   | Győr, Węgry                  | Finlandia                    | 1:2                          | 0                            | towarzyski                   |

## Sukcesy
Liteks
- Puchar Bułgarii: 2009

Videoton
- Mistrz Węgier: 2011